# Товариство сприяння обороні України
Товариство сприяння обороні України — всеукраїнська громадська організація.

## Історія товариства
12 березня 1923 року було засновано Товариство авіації та повітроплавання України і Криму. Згодом товариство реорганізовувалося (Доброхім, Аерохім, Тсоавіахім). Товариство відігравало важливу роль у підготовці населення України до оборони в разі 2-ї Світової війни.
Восени 1951 року було створено Добровільне Товариство Сприяння Армії, Авіації і флоту (ДТСААФ). Багато завдань реалізувала республіканська організація: це і військово-патріотичне виховання молоді, і розвиток технічних видів спорту, і навчання майбутніх воїнів з військових, військово-технічних, авіаційних і військово-морських спеціальностей. Спортсмени ДТСААФ України успішно виступали на всесоюзних змаганнях і впевнено виходили на міжнародну арену. З 1958 по 1961 рік українські спортсмени-дтсаафівці встановили 17 світових, 67 всесоюзних і 152 республіканських рекордів.
26 вересня 1991 року на 7 позачерговому з'їзді було прийняте рішення про її реорганізацію в Товариство сприяння обороні України. У прийнятому Статуті відзначалось, що ТСО України є правонаступником ДТСААФ республіки, всеукраїнською громадською організацією. Відповідно до Закону України «Про об'єднання громадян» ТСО України зареєстроване 10 жовтня 1991 року Міністерством юстиції як Всеукраїнська громадська оборонно-патріотична організація громадян. ЇЇ метою визнано — сприяння обороні і підготовці членів Товариства до праці і захисту Батьківщини, а основними завданнями і напрямками діяльності визначено:

## Основні завдання товариства
- представлення і захист законних інтересів Товариства в органах державної влади і громадських організаціях;
- патріотичне виховання членів Товариства, пропаганда серед населення Конституції і Законів України про захист Вітчизни;
- підготовка призовників з військово-технічних спеціальностей;
- участь в освітній діяльності та підготовці для народного господарства кадрів масових технічних професій згідно з законодавством України;
- розвиток технічних і прикладних видів спорту, а також службового собаківництва з усіма видами кінологічної діяльності.

## Територіальні відділення
До складу ТСО України сьогодні входять 24 обласні, Кримська республіканська (формально не ліквідована) та Київська міська організація.

## Діяльність товариства
На теренах держави активно працюють 300 районних організацій Товариства, що об'єднують сотні тисяч громадян України. більше 3 тисяч штатних працівників очолюють роботу оборонних організацій, працюють на підприємствах і в закладах Товариства.

## Навчальна діяльність
При товаристві функціонують більше 500 навчальних закладів, в тому числі аероклуби,  спортивно-технічні клуби.
За роки незалежності України навчальні заклади підготували для потреб Збройних Сил та інших військових формувань більше 500 тисяч фахівців різних військових спеціальностей, в тому числі водіїв, механіків, парашутистів та інших спеціалістів, переважна більшість яких позитивно зарекомендувала себе під час служби в Збройних силах України.
В Товаристві створено на базі автомобільних, технічних і радіотехнічних шкіл 7 вищих навчальних закладів першого і другого рівнів акредитації — Донецький коледж радіотехніки і управління, Білоцерківський, Коростенський, Шполянський технічні коледжі, Хустський фаховий коледж, Фастівський  автомобільно-дорожний, Берегометський політехнічні технікуми. 
6 аероклубів Товариства випускають в небо близько 200 спортивних літаків, гелікоптерів і планерів, експлуатують півтори тисячі парашутних систем.

## Почесний знак Товариства сприяння обороні України

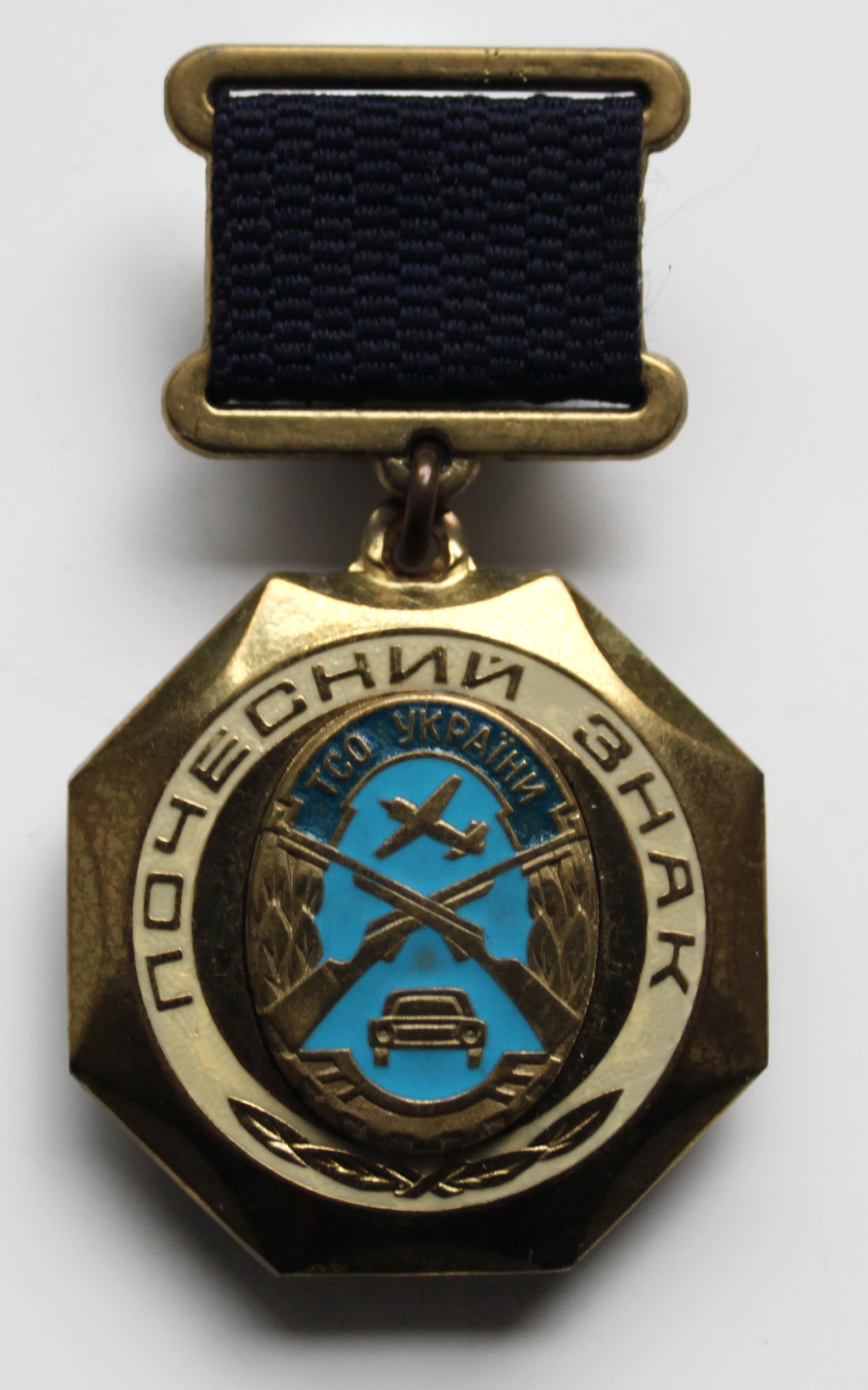
Почесний знак ТСО України

Почесний знак Товариства сприяння обороні України — найвища нагорода оборонного Товариства держави Україна. Вона існує з моменту здобуття Україною незалежності.
Почесний знак Товариства сприяння обороні України вручають за рішенням Бюро Центрального Комітету ТСОУ. До нього додається посвідчення встановленого зразка.
Почесний знак Товариства сприяння обороні України вручають представникам Товариства, які є його членами 20 і більше років, ведуть активну роботу з популяризації ТСОУ, займаються підготовкою видатних українських спортсменів у військово-прикладних та технічних видах спорту, готують молодь до захисту Батьківщини, є зразком для інших членів Товариства.
Цей почесний знак відноситься до спеціальних нагород України. Він не дає права на надбавку до пенсії.

## Керівники товариства
- Петровський Григорій Іванович
- Чубар Влас Якович
- Фрунзе Михайло Васильович
- Богданов Михайло Сергійович (1928–1937)
- Попов Н. В. (1937)
- Копаєв Павло Кузьмич (1937–1938)
- Серебряков (1938)
- Степанов Арсеній Георгійович (1938–1939)
- Бушев Сергій Михайлович (1939–1941)
- Нестеров Никанор Ілліч (1941–1944)
- Саєнко Георгій Іванович (1944–1955)
- Жмаченко Пилип Феодосійович (1955–1966)
- Покальчук Антон Федосійович (1967–1978)
- Коротченко Олександр Дем'янович (1978–1987)
- Харчук Борис Гнатович (1987–1998)
- Дончак Володимир Андрійович (1998–2010)
- Тімченко Віктор Миколайович (21.04.2010–2017)
- Кошин Сергій Мефодійович (з 2017 року)

### Керівники Добровільного товариства сприяння армії (в 1948—1951)
- Олійников Андрій Іванович (1948–1951)